# Baptisterio de San Luis

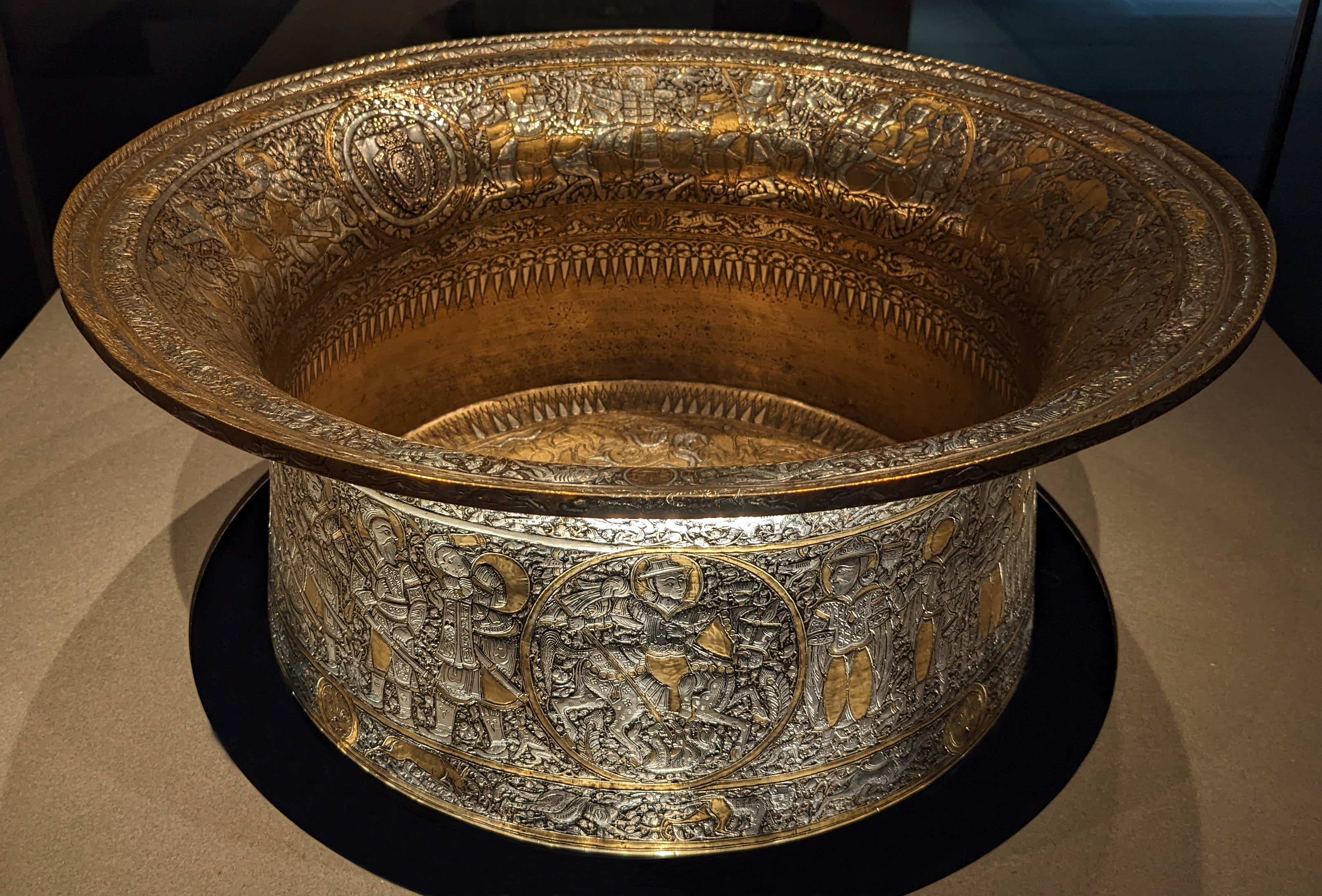
Baptisterio de San Luis, pieza expuesta en el Museo del Louvre, París.

El cuenco llamado el baptisterio de San Luis (en francés: Baptistère de Saint Louis) es un objeto de arte islámico, en latón martillado, adornado con una decoración con incrustaciones de plata, oro y pasta negra. Fue producido en el área sirio-egipcia, bajo el gobierno de la dinastía mameluca por el chapador de cobre Muhammad ibn al-Zayn. Es sin duda uno de los objetos islámicos más famosos y enigmáticos del mundo, actualmente conservado en el departamento de Artes Islámicas del Museo del Louvre con el número de inventario LP 16. A pesar de su nombre usual, no tiene ninguna conexión con el rey de Francia Luis IX, conocido como San Luis (r. 1226-1270).

## Ubicación de la obra

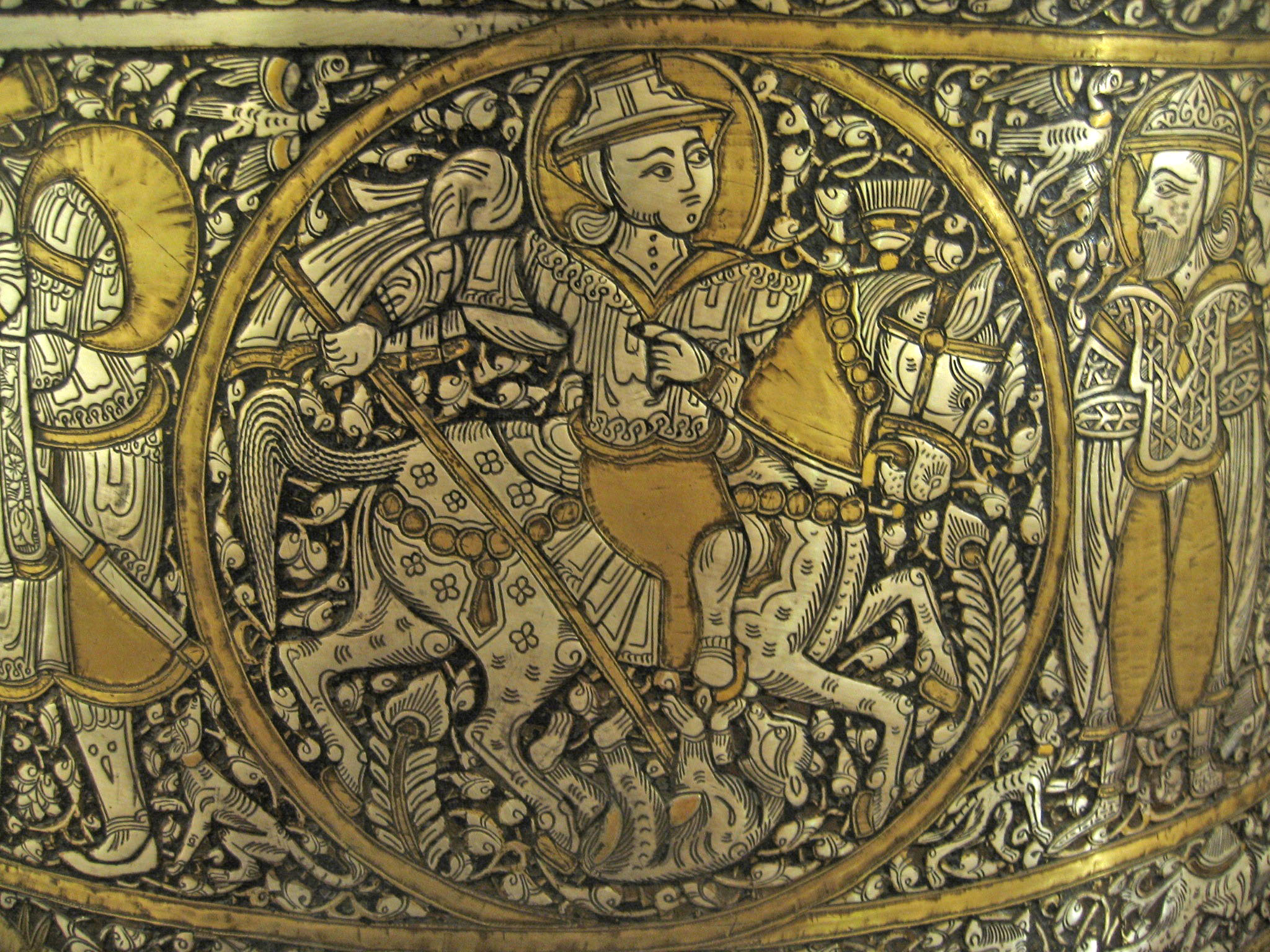
Detalle de un medallón exterior de la pieza

- Perteneció en primera instancia al tesoro de la Sainte-Chapelle de Vincennes.
- Desde Luis XIII al menos, servía de pila bautismal en los bautismos de los niños de la corte en Francia, y sirvió por última vez al del Príncipe Napoleón Eugenio Luis Bonaparte en 1856.
- Pasó a formar parte de la colección del Museo del Louvre, después de la Revolución francesa, en 1793.

## Historia
Se duda si el cuenco procede concretamente de Siria o Egipto; se ha datado en el siglo XIV y fue elaborado por el taller del metalúrgico árabe Muhammad ibn al-Zayn. 
El nombre de “baptisterio de San Luis” se le dio en el siglo XVIII pero no corresponde a ninguna realidad histórica, dado que se fabricó después de la muerte de Luis IX en 1270.
El cuenco contiene inscripciones florales arabescas, jinetes combatiendo, reyes en su trono, y toda clase de animales terrestres: gacelas, conejos, elefantes, animales acuáticos: serpientes, tortugas, cangrejos y anguilas y fantásticos, como el unicornio. Se desconoce quién encargó esta pieza; se han encontrado seis inscripciones con el nombre del autor en el cuenco.

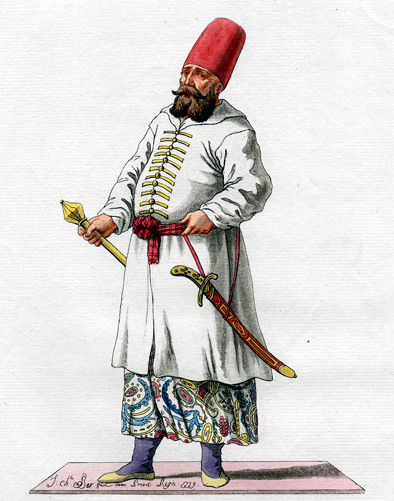
Imagen de un mameluco.

## Características
- Material: latón martillado, oro, plata y nielado negro.
- Altura: 22,8 cm.